# TDM

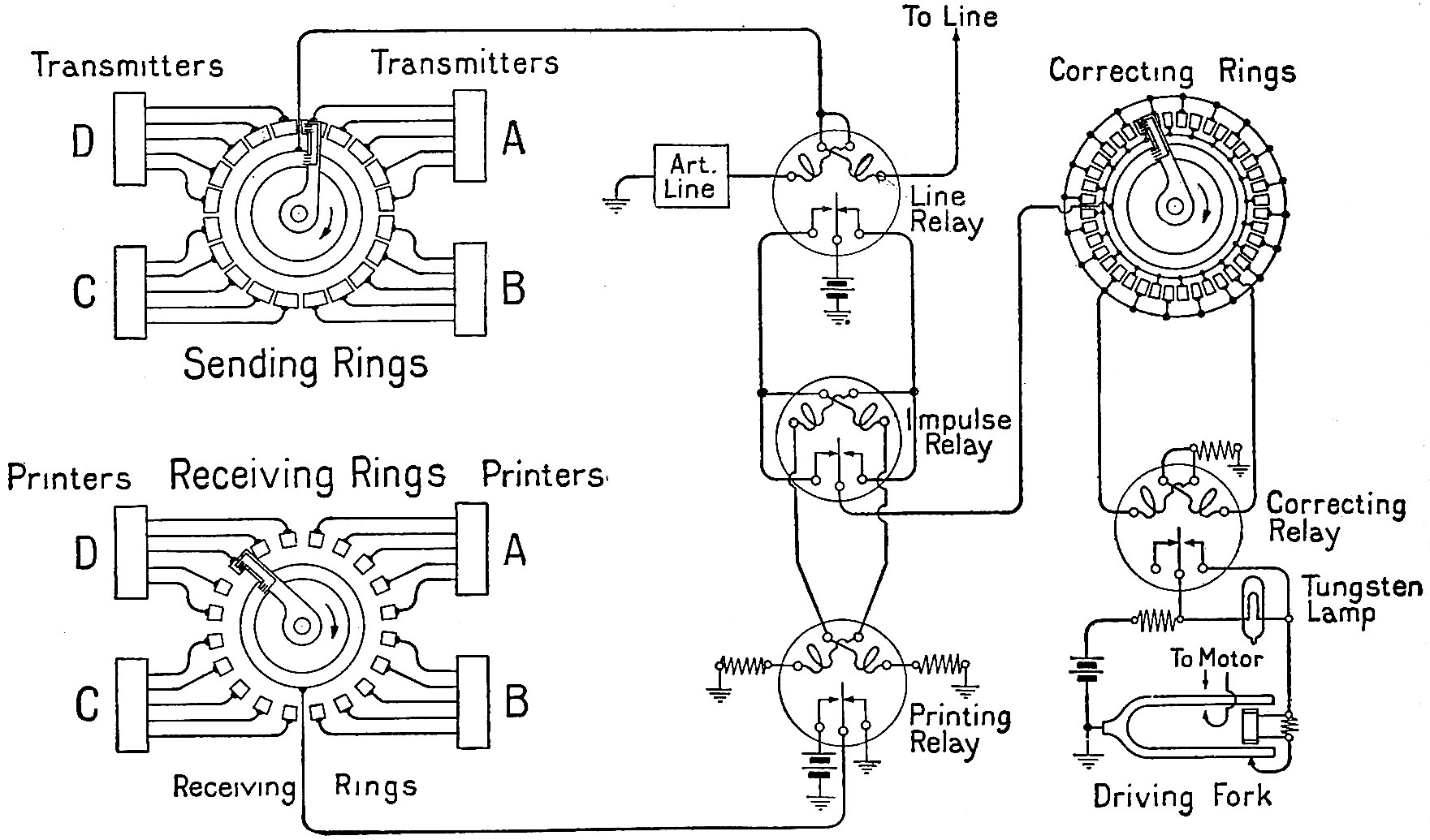

Мультиплексува́ння з по́ділом за часом, Часове́ ущі́льнення (англ. TDM - Time Division Multiplexing) — мультиплексування в телекомунікації, при якому за кожним цифровим потоком резервується часовий інтервал для передачі даних, званий таймслотом.

## TDM і пакетна передача даних
У своїй первинній формі TDM застосовується для комунікаційних схем, що використовують постійне число каналів і постійну пропускну спроможність в кожному з каналів.
Головна відмінність мультиплексування з поділом у часі від статистичного мультиплексування, такого як пакетне мультиплексування, це те, що таймслоти в ньому слідують в заданому порядку, періодично повторюючись, на відміну від пакетної обробки (по мірі надходження пакетів). Статистичне мультиплексування схоже, але не повинно розглядатися як мультиплексування з поділом за часом.
У динамічному TDMA алгоритм планування динамічно резервує змінне число тимчасових інтервалів для організації динамічної зміни пропускної здатності, заснованим на вимогах до трафіку кожного потоку даних. Динамічний TDMA використовується в:
- IEEE 802.11;
- IEEE 802.16a.

## Передача з використанням TDM
В мережах з комутованими каналами зв'язку, таких як, наприклад, міські громадські телефонні мережі, існує необхідність передавати одночасно безліч дзвінків різних абонентів в одному середовищі передачі. Для реалізації цього завдання можна використовувати TDM. Стандартний голосовий сигнал (DS0) використовує 64 кбіт/с. TDM бере фрейми голосового сигналу і мультиплексирує їх в TDM-фрейми, які передаються з більшою пропускною здатністю. Таким чином, якщо TDM-фрейм містить n голосових фреймів, то пропускна здатність буде n * 64 Кбіт/с.
Кожен голосовий таймслот в TDM-фреймі називається каналом. У європейських системах TDM-фрейм складається з 30-и цифрових голосових каналів, в Американському стандарті їх 22 (дивися E1 і T1). Обидва ці стандарти включають в себе бітові таймслоти для сигналізації (див.: SS7 — рос. ОКС-7) і синхронізаційні біти.
Мультиплексування більш ніж 30-ти і 22-х цифрових голосових каналів називається мультиплексуванням вищого порядку, який може бути досягнутий за допомогою мультиплексування стандартних TDM-фреймів. Наприклад, європейський 120-канальний TDM-фрейм формується за допомогою мультиплексування чотирьох 30-канальних TDM-фреймів. При кожному мультиплексуванню більш високого порядку комбінуються 4 фрейма попереднього порядку, створених мультиплексуванням n × 64 кбіт/с, де n = 120, 480, 1920 і т. д.